# Goneatara
Goneatara es un género de arañas araneomorfas de la familia Linyphiidae. Se encuentra en Norteamérica.

## Lista de especies
Según The World Spider Catalog 12.0:
- Goneatara eranistes (Crosby & Bishop, 1927)
- Goneatara nasutus (Barrows, 1943)
- Goneatara platyrhinus Crosby & Bishop, 1927
- Goneatara plausibilis Bishop & Crosby, 1935